# Oldřich Holub
Oldřich Holub (5. července 1924 Praha – 30. ledna 2013 Praha) byl český malíř, krajinář. Narozen v Praze, kde celý život bydlel. Jeho krajinářská tvorba je převážně z Podblanicka, kde měl chatu a kde převážně maloval. Jeho obrazy jsou v majetku Galerie hl. města Prahy, města Vídeň a v řadě soukromých sbírek doma i v zahraničí.